# Сквила
Скви́ла (Сквиля, Квила) — річка в Україні, в межах Городоцького району Хмельницької області. Права притока Смотричу (басейн Дністра).

## Опис
Довжина 25 км. Площа водозбірного басейну 162 км². Долина переважно вузька і глибока. Річище слабозвивисте. Стік частково зарегульований ставками.

## Розташування
Сквила бере початок на північний схід від села Немиринці. Тече спершу переважно на південний захід (місцями на захід), від села Куманів — на південний схід. Впадає до Смотричу в селі Кузьмин.

## Притоки
Річка без назви — права притока. Довжина річки 10 км, площа басейну водозбору 28 км. Бере початок на південно-східній стороні від села Сербинів. Тече переважно на південний схід через село Соломну і на південно-західній околиці села Дахнівка впадає в Сквилу.